# Argopecten ventricosus
Argopecten ventricosus är en musselart som först beskrevs av G. B. Sowerby II 1842.  Argopecten ventricosus ingår i släktet Argopecten och familjen kammusslor. Inga underarter finns listade i Catalogue of Life.

## Bildgalleri

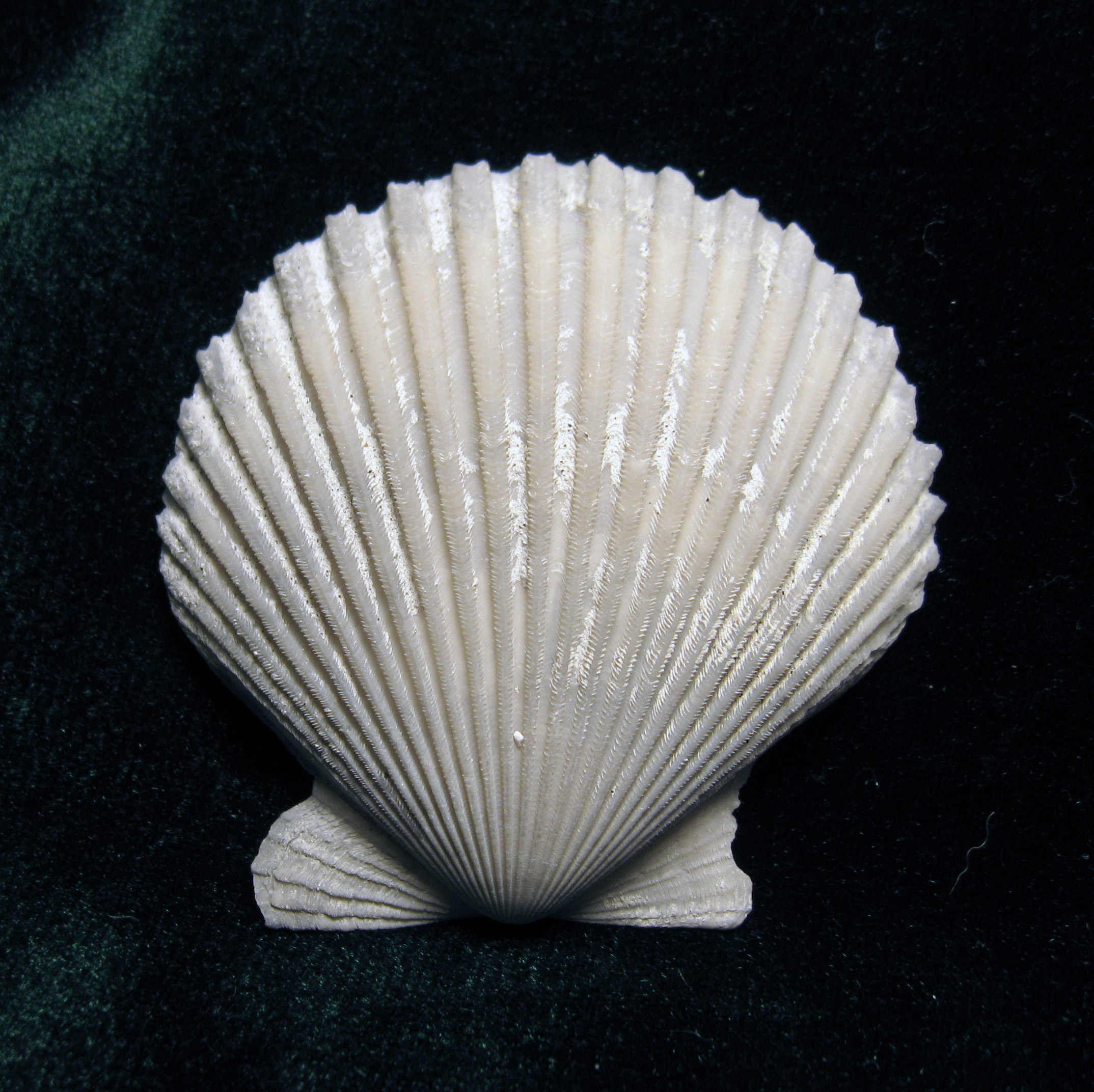
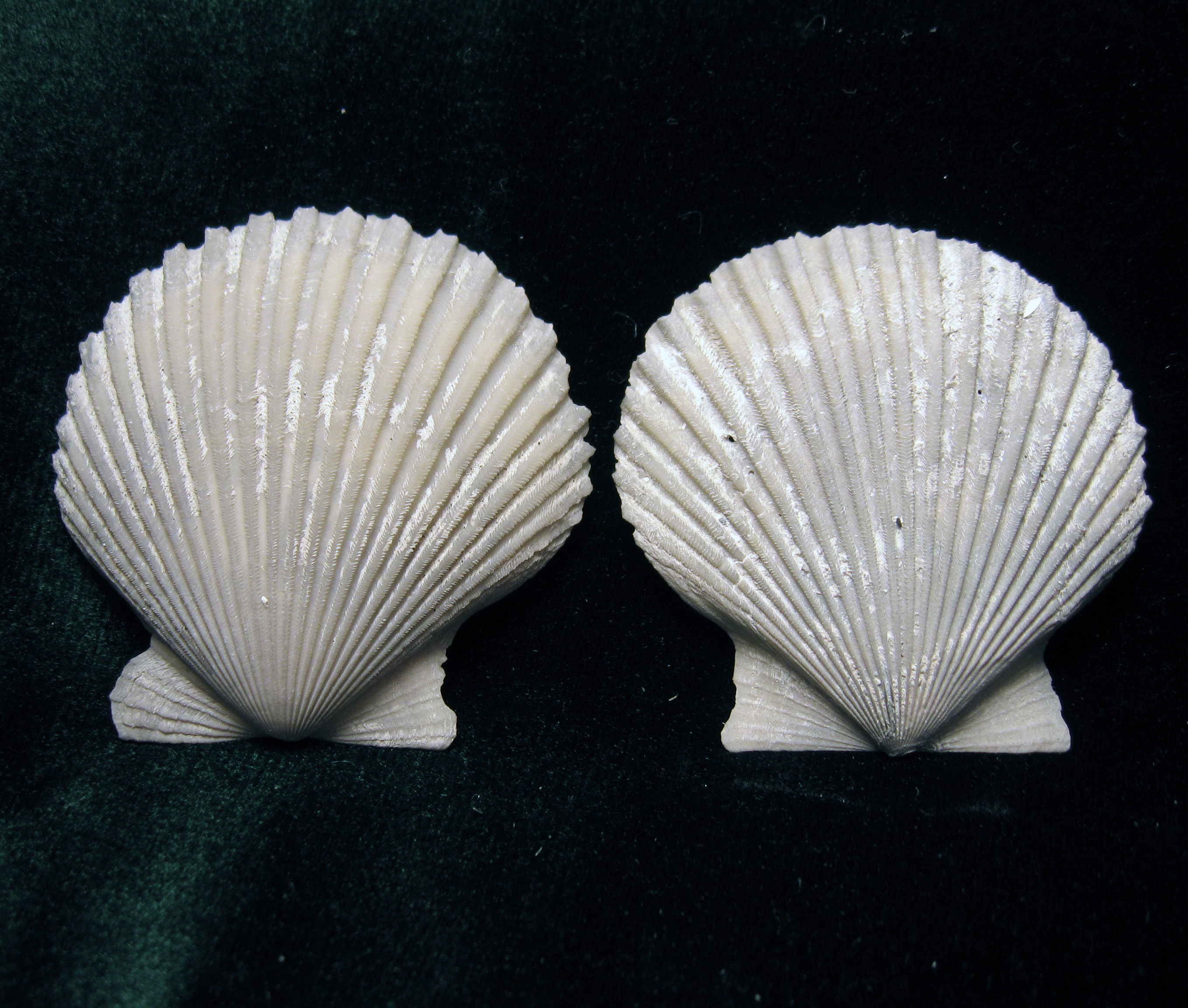
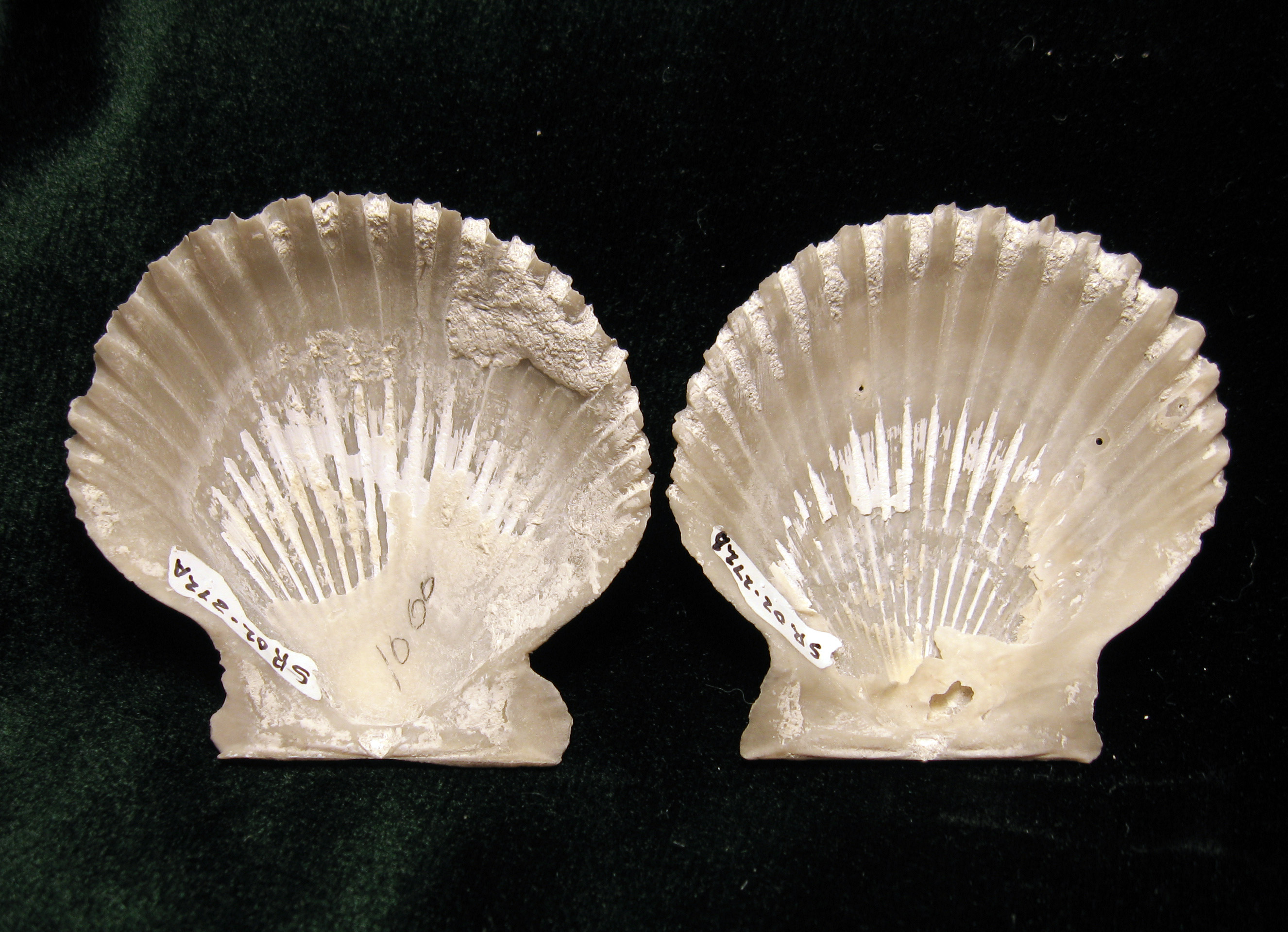
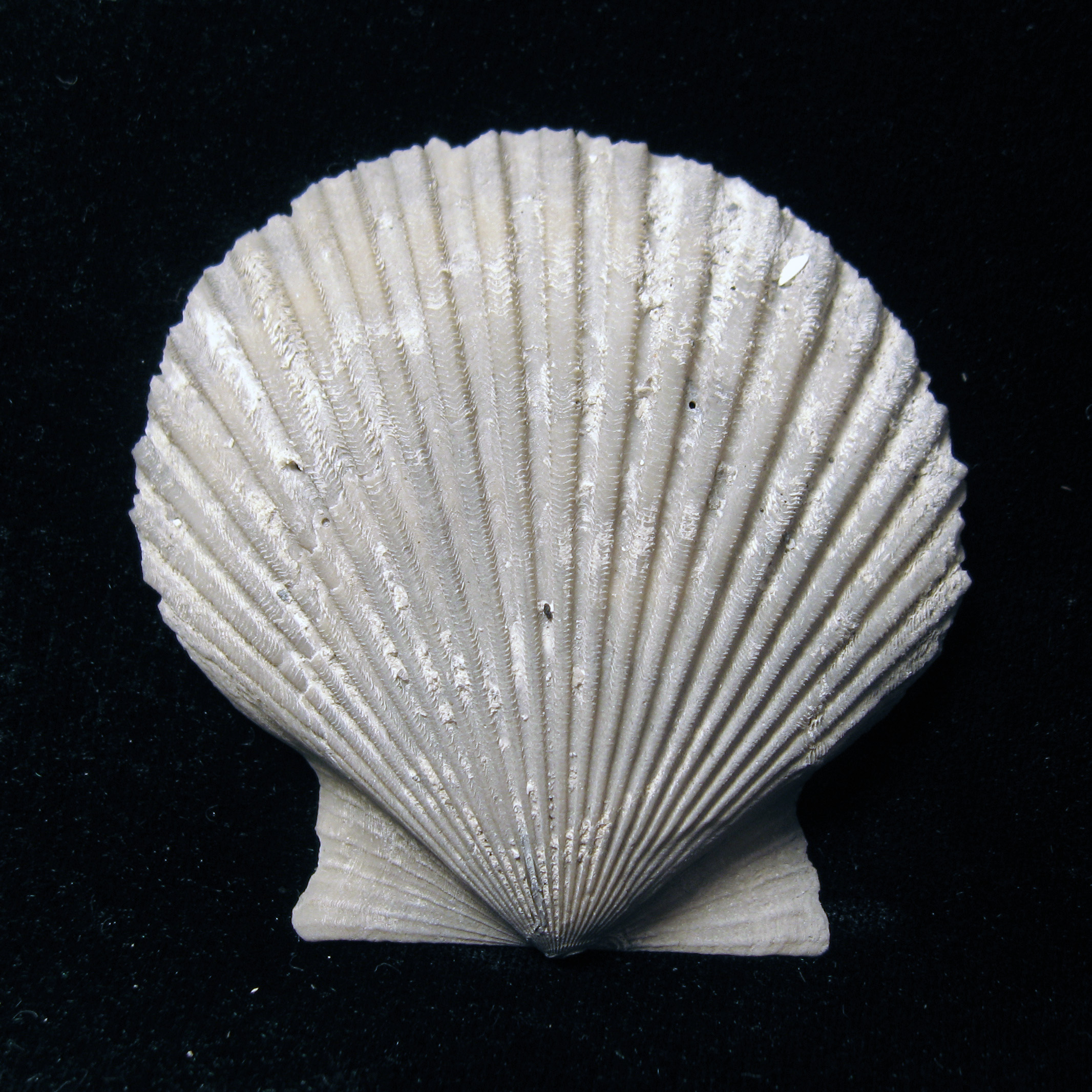